# Groupe d'intervention spéciale
Pour les articles homonymes, voir GIS.
Ne doit pas être confondu avec Groupement d'intervention spécial ou Groupement spécial d'intervention.
Le Groupe d'intervention spéciale (GIS) est une structure interne de la police locale de Namur, en Belgique.